# Bitwa pod Nową Wsią (1831)
Bitwa pod Nową Wsią – bitwa stoczona 19 lutego 1831 roku w czasie powstania listopadowego.
Rozegrała się między wojskami polskimi a rosyjskimi. Wygrali ją Polacy pod dowództwem generała Józefa Dwernickiego.

## Tło historyczne
Rosjanie podchodzili pod Warszawę z kilku stron. Wojska polskie cofały się w kierunku stolicy. Doszło do bitwy pod Wawrem.
Generał Dwernicki miał plan dostania się na Podole z wydzielonym korpusem, w celu wzniecenia tam powstania. Chciał wykorzystać m.in. osobiste znajomości. Plany zyskały ogólne przyzwolenie dowództwa, ale Dwernicki najpierw potrzebny był w innych miejscach. Po pokonaniu nieprzyjaciela pod Stoczkiem i krótkim odpoczynku, został po raz pierwszy skierowany przeciw korpusowi jazdy odwodowej generała Kreuzta, który zagrażał stolicy od południa, operując w Radomskiem.

## Przebieg bitwy
Dwernicki w sile trzech pułków szaserów i jednego ułanów dołączył 19 lutego do generała Jana Kantego Juliana Sierawskiego pod Mniszewem i stamtąd skierował się na Ryczywół, gdzie dotarł tego samego dnia po południu. Nieprzyjaciel prowadził naprzeciw nich dwa pułki kozackie i jeden dragonów, a także 4 działa. Do spotkania doszło pod Nową Wsią. Pierwszy uderzył Sierawski, któremu wkrótce na pomoc ruszył Dwernicki.
Nieprzyjaciel został rozbity, tracąc około 200 ludzi. Zdobyto trzy działa, wzięto czterdziestu jeden jeńców.

## Konsekwencje
Zagrożenie stolicy od południa zostało zażegnane. Należało jeszcze wyprzeć nieprzyjaciela za Wisłę, czego w istocie Dwernicki wkrótce dokonał. Kreutz miał odtąd operować w Lubelskiem. Wkrótce przed Dwernickim stanęła przed szansa realizacji planu przebicia się na Wołyń.
Działania na froncie południowym miały charakter pomocniczy dla obu stron konfliktu. Znacznie większe znaczenie miały operacje prowadzone na przedpolu Warszawy i na Podlasiu.